# Калабарски ангуантибо
Калабарски ангуантибо или калабарски пото (лат. Arctocebus calabarensis) је полумајмун из породице лорија (Lorisidae). Име је добио по граду Калабару у Нигерији.

## Распрострањење
Ареал калабарског ангуантиба ограничен је на мали простор у Нигерији и Камеруну.

## Станиште
Станиште врсте су шуме. 

## Угроженост
Ова врста је наведена као последња брига, јер толерише одређене промене у стаништима и лако се прилагођава на живот у секундарно деградованим стаништима.